# دریاچه تلخ بزرگ

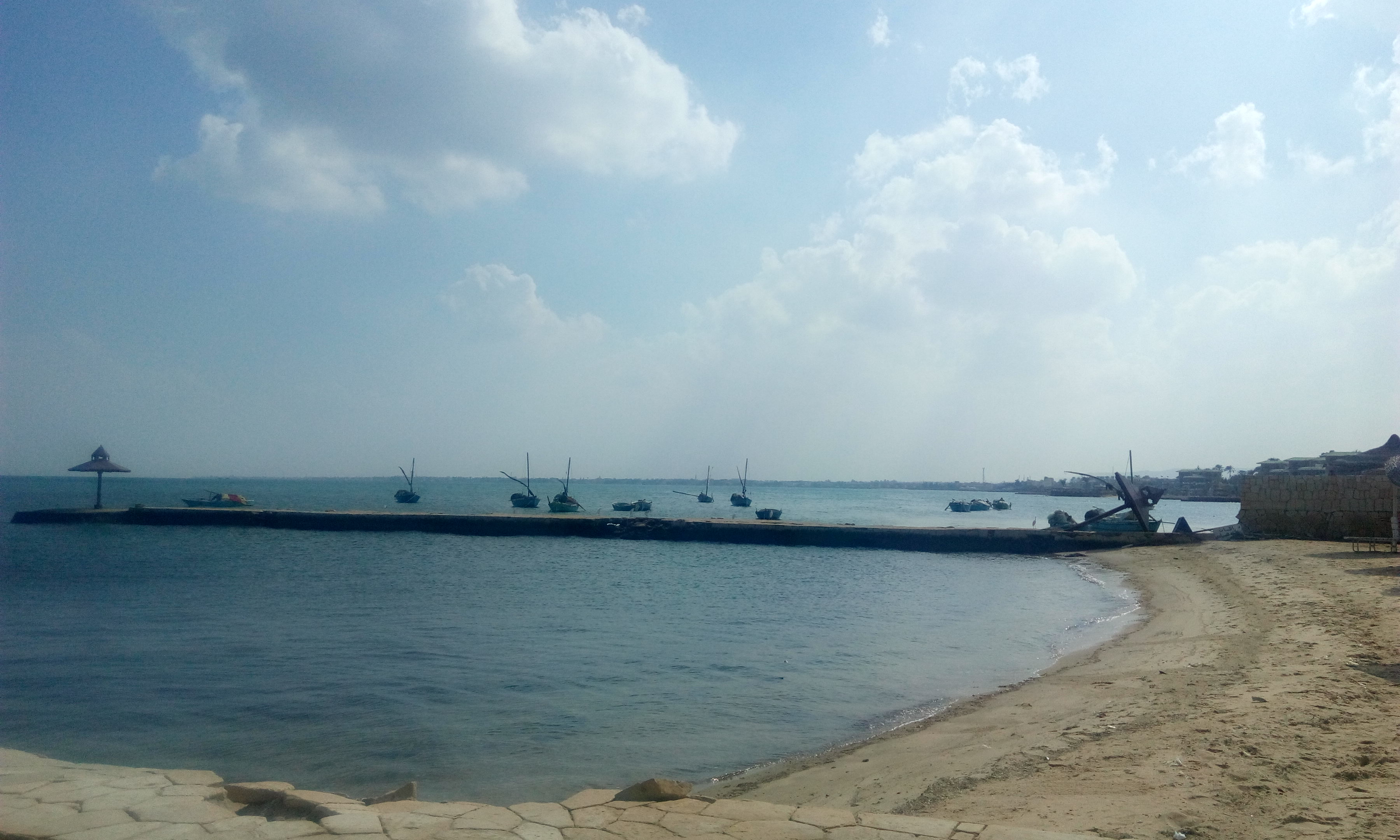
نمایی از دریاچه تلخ بزرگ

دریاچه تلخ بزرگ (عربی: البحیرة المرة الکبری) یک دریاچه آب شور در مصر است که در مسیر کانال سوئز قرار دارد و دریای مدیترانه را با دریای سرخ پیوند می‌زند. دریاچه تلخ کوچک (عربی: البحیرة المرة الصغری) نیز در کنار این دریاچه و در مسیر کانال است. تا پیش از ساخت کانال در سال ۱۸۶۹، مکان دریاچه یک دره یا حوضه نمکی خشک بود. در متون باستانی اهرام اشاره‌ای به دریاچه تلخ بزرگ شده‌است. کشتی‌هایی که از کانال سوئز عبور می‌کنند از دریاچه تلخ بزرگ به عنوان «خط عبور» استفاده می‌کنند، جایی که در آن می‌توانند موقعیت خود را در صف تغییر دهند یا دور بزنند.